# ياسر العساف
ياسر العساف (مواليد 11 يونيو 1995) هو لاعب كرة قدم سعودي.

## مسيرة اللاعب
لعب سابقاً في نادي الطائي ونادي عرعر ونادي الروضة ونادي الجبيل.

## روابط خارجية
- ياسر العساف على موقع Soccerway.com (الإنجليزية)